# Somatidia ampliata
Somatidia ampliata là một loài bọ cánh cứng trong họ Cerambycidae.